# メタウォーター
メタウォーター株式会社（英: METAWATER Co., Ltd.）は、東京都千代田区に本社を置く総合エンジニアリング会社。
2008年（平成20年）4月1日、日本ガイシの水環境部門（NGK水環境システムズ）、富士電機の水環境部門（富士電機水環境システムズ）の対等合併により発足。水処理分野において、NGK水環境システムズは機械設備、富士電機水環境システムズは電気設備でそれぞれ市場占有率の筆頭であったため、水処理専業では国内最大手である。東証プライム上場。

## 沿革
- 2007年（平成19年）
  - 2月 - 日本ガイシと富士電機ホールディングスが基本合意書を締結。
  - 4月 - 基本合意書に基づき、日本ガイシから環境装置事業を株式会社NGK水環境システムズとして、富士電機ホールディングス子会社の富士電機システムズから環境システム部門を富士電機水環境システムズ株式会社としてそれぞれ分社化。
  - 11月 - 日本ガイシ・富士電機ホールディングス・富士電機システムズの3社間で、NGK水環境システムズと富士電機水環境システムズの合併契約を締結。
- 2008年（平成20年）4月 - NGK水環境システムズと富士電機水環境システムズが対等合併。NGK水環境システムズを存続会社としてメタウォーター株式会社を設立。
- 2009年（平成21年）
  - 7月 - 栗本鐵工所の連結子会社、クリモトテクノスから、環境事業を譲受[1]。
  - 12月 - 中部電力と共同で特別目的会社（SPC）を設立し、愛知県の下水汚泥燃料化事業に参画。
- 2010年（平成22年）
  - 9月 - 子会社であるメタウォーターサービス株式会社が、中外エンジニアリング株式会社の下水道事業を譲受[1]。
  - 11月 - 株式会社あけぼのエンジニアリングの全株式を譲受し、子会社化[1]。
- 2011年（平成23年）4月 - 上下水道事業を支援する新事業ウォータービジネスクラウド （WBC） [1]を開始。
- 2013年（平成25年）
  - 1月 - 米国に、METAWATER USA, INC.を設立。
  - 3月 - 福岡県北九州市、及び北九州市海外水ビジネス推進協議会と、連携強化のため「北九州プロジェクト室」を開設。水道機工株式会社と業務提携。
  - 4月 - 東京都港区から現在地（東京都千代田区）へ本社を移転[1]。
  - 6月 - 国際航業株式会社と業務提携[2]。
  - 6月 - オランダのPWNテクノロジー社と戦略的提携[3]を締結。
  - 8月 - オランダのRWB社と資本業務提携[4]。
- 2014年（平成26年）
  - 2月 - 国内最大規模のセラミック膜ろ過施設、横浜市水道局「川井浄水場セラロッカ」が竣工。
  - 2月 - ミャンマーで、車載式セラミック膜ろ過装置を販売開始。
  - 3月 - 宮城県女川町の水産加工団地排水処理施設整備等事業で、プラント運営では国内初の独立採算型PFIに参画。
  - 9月 - 上下水道施設を維持管理する子会社：メタウォーターテック株式会社を設立[1]。
  - 12月 - 東京証券取引所市場第一部に株式を上場[5]。
- 2015年（平成27年）4月 - NTTデータと、上下水道事業向けサービス分野で協業を開始。
- 2016年（平成28年）1月 - 米国水処理エンジニアリング会社Aqua-Aerobic Systems, Inc.を子会社化。
- 2017年（平成29年）
  - 3月 ‐ ベトナムで、政府開発援助（ODA）の無償資金協力案件「ホイアン市日本橋地域水質改善計画」が着工。
  - 4月 ‐ 愛知県下水道科学館のネーミングライツを取得し、「メタウォーター下水道科学館あいち」と命名。
- 2018年（平成30年）
  - 4月 ‐ スイス初のセラミック膜ろ過浄水場にCeraMac®システムが採用。
  - 10月 ‐ 事業領域拡大、及び既存事業とのシナジー効果創出を目的に、総額10億円を累積上限とした投資枠（CVC：Corporate Venture Capital）を設定、運用を開始。
  - 12月 ‐ オランダのPWNテクノロジー社と、提携関係の強化し、共同でセラミック膜を使った水処理技術の開発を推進する基本契約を締結。
- 2019年（平成31年・令和元年）
  - 2月 ‐ シンガポール駐在員事務所を開設。
  - 3月 ‐ カンボジアでの、政府開発援助の事業・運営権対応型無償資金協力において、本邦コンソーシアム初となるEPC・O&M一括受注案件「コンポントム上水道拡張計画」の基本合意に調印。
  - 3月 ‐ マダガスカルで、政府開発援助（ODA）の無償資金協力案件「車載式セラミック膜ろ過装置」を受注。
  - 7月 ‐ 子会社：メタウォーター総合研究所株式会社を設立。
- 2020年（令和2年）
  - 1月 ‐ 名古屋市下水道科学館のネーミングライツを取得し、「メタウォーター下水道科学館なごや」と命名（3月20日より）[6]。
  - 4月 - 米国のWigen Companies, Inc.を完全子会社化[1]。同月、子会社の鳥電商事株式会社を吸収合併[1]。
  - 11月 - オランダのRood Wit Blauw Holding B.Vを完全子会社化[1]。

## 主要拠点

### 開発拠点（R&Dセンター）
- 愛知県半田市、千葉県市原市、東京都日野市

### 主要事業所
- 東京（本社）、日野、名古屋

### 主要営業拠点
- 東京（本社）、札幌、仙台、横浜、名古屋、大阪、広島、高松、福岡

### 海外拠点
- アメリカ、オランダ、ベトナム、カンボジア、シンガポール

### 営業所等（※上記拠点以外）
北海道地区
- 帯広、函館

東北地区
- 盛岡、新庄

関東地区
- さいたま、栃木、群馬、千葉、茨城、横浜、新潟

中部・北陸地区
- 三重、静岡、長野、松本、岐阜、富山、金沢、福井

関西・中国・四国地区
- 山口、岡山、松山、高知

九州・沖縄地区
- 北九州、長崎、熊本、宮崎、鹿児島、沖縄

## 主な製品

### 水道分野
- セラミック膜ろ過システム
- オゾナイザ
- 計装設備

### 上下水道分野
- 高速雨水処理システム
- 高密度配置対応型散気装置
- 監視制御設備

### 環境分野
- リサイクルプラザ
- 流動床式炭化システム
- 流動床式ガス化溶融システム
- 高速メタン発酵システム
- 埋立処分場浸出水処理システム

## 関連会社
- METAWATER USA, INC.
- AQUA-AEROBIC SYSTEMS, INC.
- Wigen Companies, Inc.
- Mecana Umwelttechnik GmbH
- FUCHS Enprotec GmbH
- Rood Wit Blauw Holding B.V.
- メタウォーターサービス株式会社
- メタウォーターテック株式会社
- メタウォーター総合研究所株式会社
- 株式会社エス・アイ・シー
- 株式会社あけぼのエンジニアリング
- ウォーターネクスト横浜株式会社
- テクノクリーン北総株式会社
- 株式会社アクアサービスあいち

## 提供番組
- メタウォーターpresents 水音スケッチ（TBSラジオ、2015年10月 - 、2016年4月よりジェーン・スー 生活は踊る内包）